# Casa de la Torre (San Emiliano)
La casa de la Torre constituye un elemento arquitectónico que se inserta adecuadamente en el pueblo de San Emiliano, concejo de Allande (Asturias, España).

## Descripción
La construcción se levanta sobre un perímetro rectangular cuyo centro es la torre, en la que con las dos crujías forman un patio interior rodeado por un alto muro. A causa del desnivel del terreno, la torre y los dos cuerpos forman un piso más en el exterior, mientras que en el patio interior el espacio es más modesto.
Lo más significativo de esta construcción, a la que se le atribuye una cronología del siglo XVI, es la utilización de materiales autóctonos, mampostería a base de lajas de pizarra y sillar de pizarra para realce de puertas y ventanas que dan un color singular, pero lo que imprime originalidad a la Casa de la Torre es la cubierta de pizarra que, como un manto, cae sobre los distintos volúmenes de la edificación.
La torre está decorada por cuatro escudos.